# Stelis vespertina
Stelis vespertina är en orkidéart som beskrevs av Rodolfo Solano Gómez och Soto Arenas. Stelis vespertina ingår i släktet Stelis och familjen orkidéer. Inga underarter finns listade i Catalogue of Life.